# Гірокоміо (район Афін)
Гірокомі́о (грец. Γηροκομείο) — район Афін, на межі із передмістями Кіфісія та Гірокоміо, у південній частині проспекту Кіфіссіас. Межує із районами Гізі, Неа-Філофі, Нео-Психіко та Абелокіпі.
Район отримав свою назву за фондом, що діяв тут у 1930-ті роки — Інститут сестринської допомоги, заснований Евстфієм та Пальмірою Лампса (Ιδρύματος του Γηροκομείου, δωρεάς των Ευσταθίου και Παλμύρας Λάμψα).